# Leymotrigia pacifica
Leymotrigia pacifica är en gräsart som beskrevs av N.S. Probatova. Leymotrigia pacifica ingår i släktet Leymotrigia och familjen gräs. Inga underarter finns listade i Catalogue of Life.